# أريناس دي سان خوان (سيوداد ريال)
بلدية أريناس دي سان خوان (بالإسبانية: Arenas de San Juan)‏، هي إحدى بلديات مقاطعة سيوداد ريال إحدى مقاطعات إسبانيا، والتي تقع في منطقة قشتالة لا منتشا وسط إسبانيا.
يبلغ عدد سكانها 1.040 نسمة وفقاً لإحصائية سنة (2007).